# Андреєв Кирило Олександрович
Кирило Олександрович Андрєєв (нар.. 6 квітня 1971, Москва, Російська РФСР, СРСР) — російський співак, соліст групи «Иванушки International». Разом з Андрієм Григор'євим-Аполлонова є незмінним учасником колективу і колишнім Олегом Яковлєвим (1998-2013). Ведучий Music box news.

## Біографія
Народився 6 квітня 1971 року в Москві. 
У дитинстві жив на Рязанському проспекті. Пізніше називав Кузьминки «хорошим районом, хоча і неспокійним» і стверджував, що в районі його поважають досі. У 1975 році їздив з батьком, який працював будівельником, до Алжиру, звідки він привіз колекцію платівок Західної естрадної музики.
Любив співати, був заводієм в дворових іграх: будували курінь, грали в футбол, в козаки-розбійники .
Батько пішов з сім'ї, коли Кирилу було десять років .
У 12-річному віці пройшов відбір до школи плавання — з 1000 хлопчиків взяли 10, став кандидатом у майстри спорту з плавання.
Закінчив Московську школу № 468, його однокласник-Олександр Володимирович Утамін — виконавчий директор Фонду сприяння національній злагоді «Росія Для всіх», політичний експерт, IT-інженер. Закінчив Московський радіомеханічний технікум. У 1989—1991 роках служив в артилерійських військах у Володимирській області, в місті Коврові.
Надивившись фільмів із Шварценеггером, зайнявся бодібілдінгом, почав зніматися в рекламі, перша фотосесія була в басейні, пізніше його стали запрошувати різні журнали.
Навчався в школі фотомоделей Слави Зайцева, працював моделлю, а також займався кікбоксинг. Потім навчався в США в американській школі реклами і фотомоделей, досягнувши професійного рівня в модельному бізнесі і знявшись в безлічі рекламних роликів і відеокліпів. У нього були ролі в кліпах Світлани Володимирської, таких як «Мальчик мой» та «I'm Lost Without You» Лайми Вайкуле. Кілька років пропрацював моделлю в театрі мод Слави Зайцева. У період роботи у Зайцева переніс пластичну операцію на носі.
Тоді ж познайомився з Наталією Ветлицькою, яка прийшла до школи на фотосесію для першого сольного альбому. Через два роки вони випадково зустрілися, і Ветлицька познайомила Андрєєва з Ігорем Матвієнком, який тоді набирав групу «Иванушки International». На прослуховуванні Виконував пісню на вірші Ігоря Соріна «Понимаешь», яка стала популярною багато років по тому.

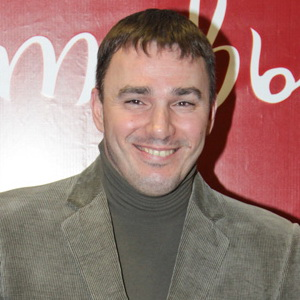
На відкритті lounge-cafe «Гранатовий сад» 15 березня 2013 року.

Брав участь у другому сезоні телешоу «Першого каналу» «Цирк з зірками», де в одному зі своїх номерів виконав роль клоуна, в іншому — Елвіса Преслі, пісні якого любить. Розповідав, що його мама працювала в Цирку на Цвітному бульварі, «допомагала цирку з афішами», завдяки чому в дитинстві він, вперше в житті, побувавши в цирку, познайомився з Михайлом Рум'янцевим (клоуном Олівцем). Був змушений покинути шоу в березні 2008 року, після того як отримав травму на одній з репетицій номера ілюзії: Андреєв спирався на великий куб з відкидними стінками, який використовувався в номері, але одна зі стінок була погано закріплена, і співак впав і зламав променеву кістку рука. Проте Андреєв не збирався переривати виступи в групі «Иванушки International» навіть на той час, поки носив гіпс, і через деякий час після перелому виступив у групі на творчому вечорі поета-пісняра Олександра Шаганова.
З 2003 року паралельно виступав із сольною програмою з 10 пісень. Розвивати сольну кар'єру йому допомагав Ілля Зудін, A'Studio та інші люди.
Не курить, не п'є, займається спортом. Грав з Олегом Яковлєвим в більярд. Покинув кікбоксинг, коли йому сказали, що від частих ударів по очах може зіпсуватися зір.
Назвав сина Кирилом через бажання дружини.

## Родина
Батько — Олександр Васильович Андреєв (30 серпня 1943-Січень 2003) — його усиновили Андреєви, справжні батьки-іспанці, в дитбудинку було кілька дітей, які потрапили до Ростовського дитячого будинку з Іспанії, бо після громадянської війни 1939 року в Іспанії була розруха і дітей привозили в Радянський Союз. Працював будівельником, пішов з сім'ї, коли Кирилу було 10 років. Пізніше одружився з Тетяною, у них народилася дочка Наталя. Помер у січні 2003 року. Заслужений будівельник Росії, зводив Олімпійський комплекс у Москві.
Мати — Ніна Михайлівна Андрєєва, до шлюбу Ханіна (4 травня 1939 — 31 січень 2006) — інженерка-поліграфістка, працювала головним технологом Першої зразкової друкарні, померла в 2006 році від раку.
Єдинокровна сестра від другого шлюбу батька — Наталя.
Бабуся співала в хорі П'ятницького.
Дід-Михайло Андрійович Ханін (1902—1982) — служив у розвідці на Каспійському морі, був контужений і після госпіталю продовжив воювати. Він пішов на німецько-радянську війну у 39-річному віці 39 і закінчив її в Польщі.
Двоюрідний дідусь танцював в ансамблі Ігоря Моїсеєва.

### Особисте життя
Дружина (з 2000 року) - Лоліта Миколаївна Андрєєва (Алікулова; нар. 27.02.1977), работала инструктором по аэробике, познакомились 31 декабря 1998 года.
Син - Кирило (нар. 27.10.2000) займається баскетболом і рукопашним боєм, в перший клас пішов в школу при Андріївському монастирі, одружився з Аделіною.

## Фільмографія
| Рік         |    | Назва                                 | Роль                                                              |    |
| ----------- | -- | ------------------------------------- | ----------------------------------------------------------------- | -- |
| 1988        | ф  | Історія однієї більярдної команди     | епізод (немає в титрах)                                           | ру |
| 1995        | ф  | Ширлі-мирлі                           | епізод на 117 хвилині фільму (немає в титрах)                     | ру |
| 1998        | тф | Старі пісні про головне 3             | Іванко Заморський-Інтернешнл                                      | ру |
| 2001        | тф | Старі пісні про головне. Постскриптум | стиляга в костюмі Санта-Клауса                                    | ру |
| 2006        | ф  | Перший Скорий                         | епізод                                                            | ру |
| 2007        | ф  | День виборів                          | «Іван і Вушка»                                                    | ру |
| 2007        | тф | Перший вдома                          | Дуб                                                               | ру |
| 2013 — 2016 | с  | Два батька і два сина                 | камео (виконавець ролі напарника Гурова в серіалі «Майор Лавров») | ру |
| 2014        | тф | Змішані почуття                       | камео                                                             | ру |

## Телебачення
- Music box news
- 2010 — Зірка + Зірка — телепередача на 1 + 1, співав дуетом з Оленою Воробей
- Крупним планом[24]
- Кирило Андрєєв на «Прийомі у Олени Леніній»[25]
- Мій герой
- Ой, мамочки
- Наші люди
- Прямий ефір
- Насправді
- Нехай говорять
- Ексклюзив
- Сьогодні ввечері
- Секрет на мільйон

## Сольна дискографія
- 2009 — Я продолжаю жить…

## Політичні погляди
На питання журналу «Esquire» про причини вступу в 2010 році до лав партії «Єдина Росія» відповів:

У нас чудовий президент, прекрасний прем'єр-міністр, і мені дуже подобається політика, яку вони проводять. Мені подобається бути в сильній партії.